# Noguères
Noguères ist eine französische Gemeinde mit 125 Einwohnern (Stand 1. Januar 2022) im Département Pyrénées-Atlantiques in der Region Nouvelle-Aquitaine (vor 2016: Aquitanien). Die Gemeinde gehört zum Arrondissement Pau und zum Kanton Le Cœur de Béarn (bis 2015: Kanton Lagor).
Der Name in der gascognischen Sprache lautet Noguèras. Er stammt vermutlich aus dem gascognischen Noguèras (deutsch Walnusswald).

## Geographie
Noguères liegt ca. 25 km nordwestlich von Pau in der historischen Provinz Béarn. Die Gemeinde gehört zum Industriegebiet von Lacq.
Umgeben wird der Ort von den Nachbargemeinden:
|         | Os-Marsillon                                |         |
| Mourenx | Kompassrose, die auf Nachbargemeinden zeigt | Pardies |
|         | Lahourcade                                  |         |

Noguères liegt im Einzugsgebiet des Flusses Adour. Die Bayse, ein Nebenfluss des Gave de Pau, strömt zusammen mit ihren Nebenflüssen, der Baysère und der Lèze, durch das Gebiet der Gemeinde.

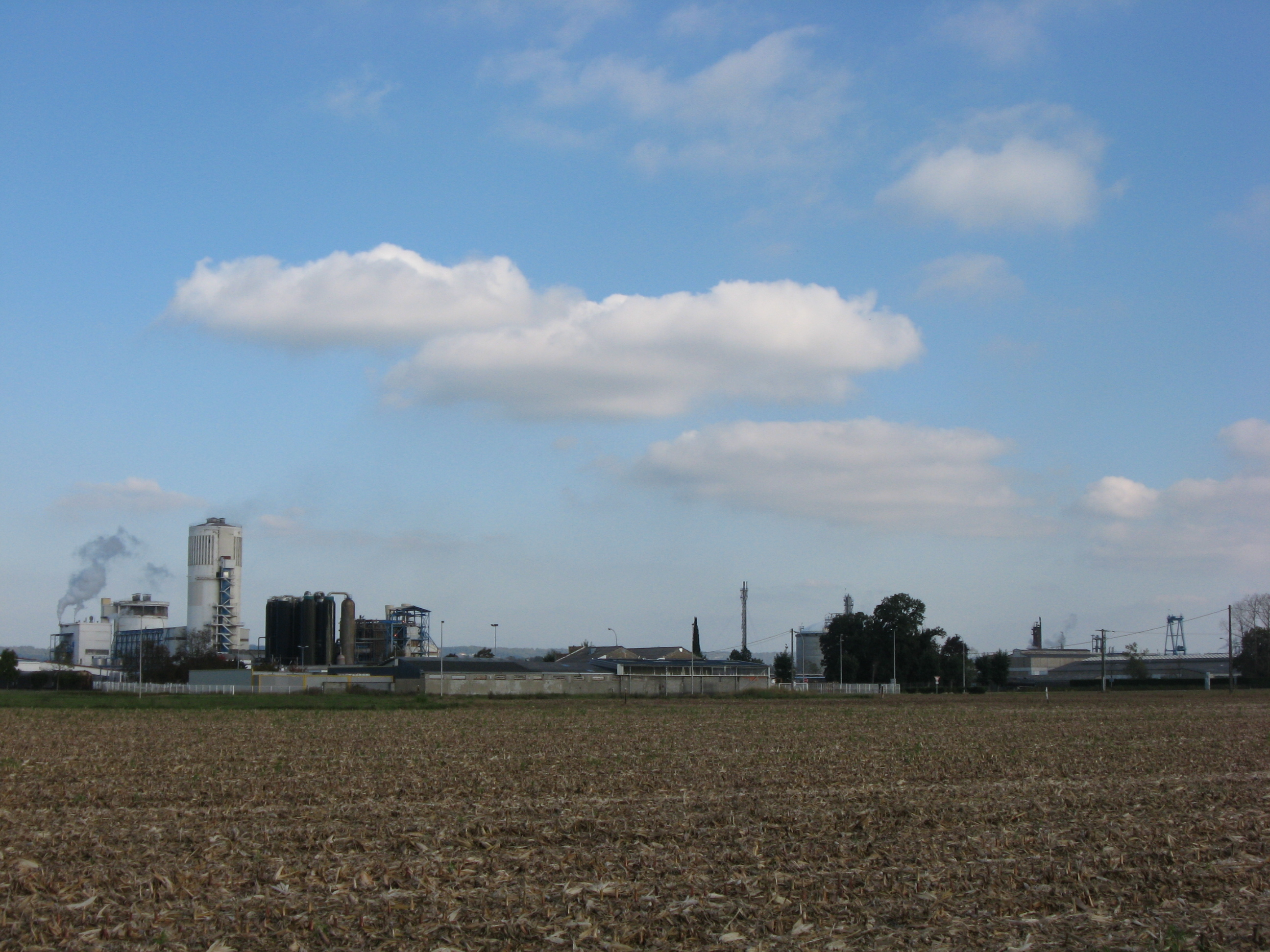
Industriegebiet von Noguères

## Geschichte
Im 14. Jahrhundert gehörte Noguères zur Grundherrschaft von Mourenx, wo es auch ein Laienkloster gab. Bei der Volkszählung des Béarn im Jahre 1385 wurden in Noguères elf Haushalte gezählt, und das Dorf gehörte zur Bailliage von Lager und Pardies. Im 14. Jahrhundert gehörten Mourenx und Noguères zum Marquis de Gassion. In der Folge wurden die Lehen geteilt, wobei das Laienkloster von Noguères sich noch für eine längere Zeit im Besitz des Marquis de Gassion befand. Im Zuge der Industrialisierung im Industriegebiet von Lacq im 20. Jahrhundert nahm die Firma Pechiney den Betrieb einer Aluminiumproduktion auf dem Gebiet der Gemeinde auf, die in der Zwischenzeit wieder geschlossen wurde.
Toponyme und Erwähnungen von Noguères waren:
- Nogueras (11. Jahrhundert, laut Pierre de Marcas Buch Histoire de Béarn, S. 272),
- Nogeriœ (1344, Notare aus Pardies, Nr. 2, Blatt 85),
- Nogueres (1750, 1793 und 1801, Karte von Cassini, Notice Communale bzw. Bulletin des Lois) und
- Noguères (1863, Dictionnaire topographique Béarn-Pays basque).[4][5][6]

### Einwohnerentwicklung
Nach einem Höchststand der Einwohnerzahl von rund 210 in der Mitte des 19. Jahrhunderts reduzierte sich die Zahl bei einigen Erholungsphasen bis zu den 1950er Jahren auf 100, bevor ein kräftiges Wachstum auf ein Niveau von fast 200 Einwohnern einsetzte. In den 1990er Jahren setzte ein erneuter Rückgang der Bevölkerung auf ein Niveau von rund 150 Personen ein, das bis heute gehalten wird.
| Jahr      | 1962 | 1968 | 1975 | 1982 | 1990 | 1999 | 2006 | 2009 | 2022 |
| --------- | ---- | ---- | ---- | ---- | ---- | ---- | ---- | ---- | ---- |
| Einwohner | 193  | 168  | 186  | 195  | 160  | 145  | 150  | 153  | 125  |

## Sehenswürdigkeiten

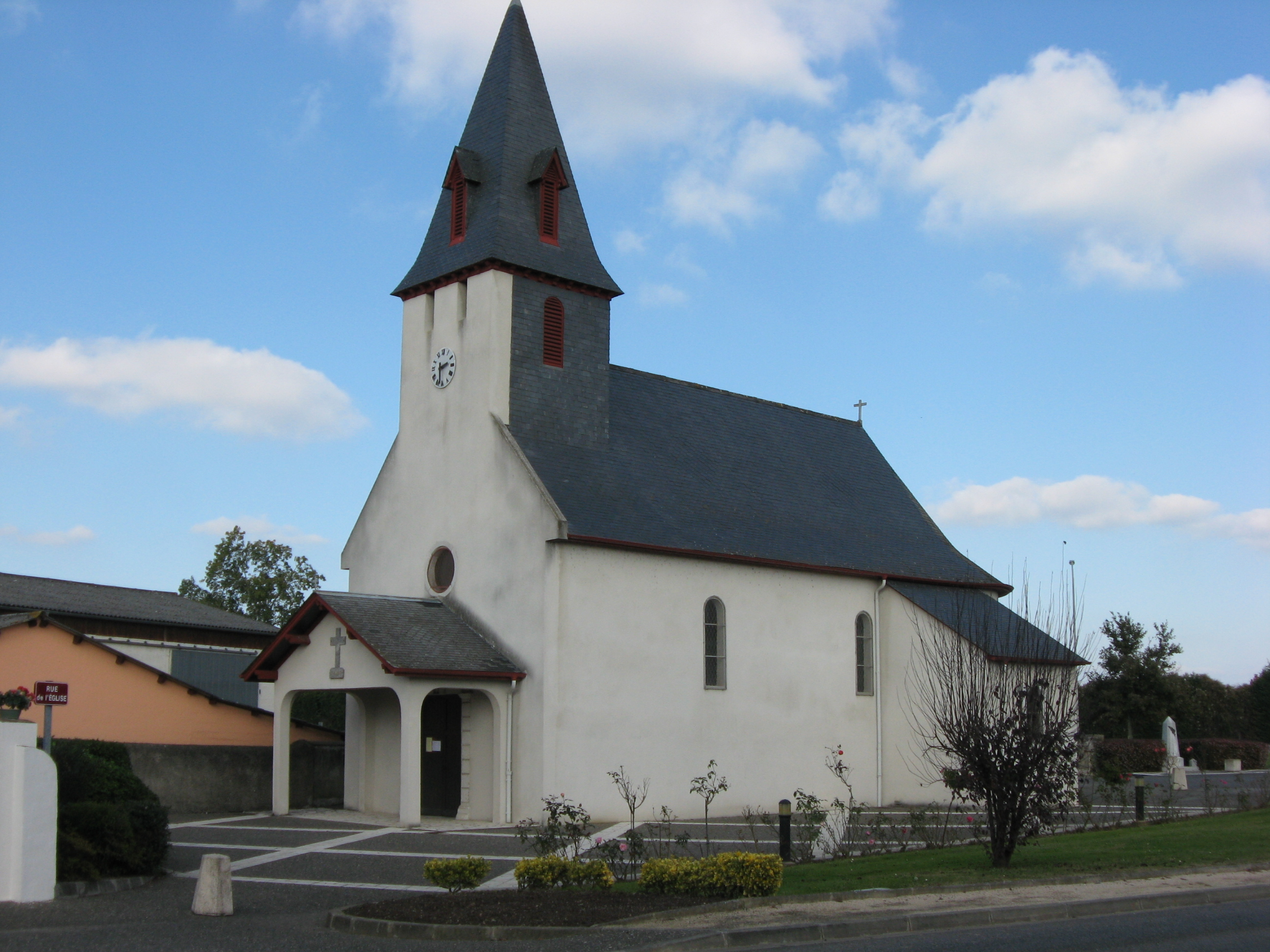
Pfarrkirche Saint-Laurent

- Pfarrkirche, gewidmet Laurentius von Rom. Ein erstes Gotteshaus wurde in Noguères bereits im 13. und 14. Jahrhundert errichtet. Es unterstand einem Laienkloster, dessen Gebäude heute nicht mehr existiert. Die heutige Kirche wurde vermutlich um 1712 neu gebaut. Eine entsprechende Jahreszahl und ein Bildnis des heiligen Laurentius befindet sich auf dem kleinen Tympanon über dem Eingang. Der Glockenturm drohte im späten 19. Jahrhundert einzustürzen, er wurde deshalb im Jahre 1899 neu gebaut.[9][10] Eine Marienstatue ruht im Kircheninnern auf einer Konsole an der Wand, die von zwei kleinen Engeln getragen wird. Die Ausgestaltung wurde ganz nach dem Geschmack der Sulpizianer ausgeführt und entspricht der nach den Marienerscheinungen in Lourdes erlassenen Ikonografie. Maria trägt einen weißen Umhang und ein weißes Kleid mit einem blauen Gürtel. Ihre Hände sind zum Beten gefaltet, ein Rosenkranz hängt über ihrem rechten Unterarm, und eine Rose liegt auf dem Fuß, der aus dem langen Kleid hervorsteht. Die Verehrung der Jungfrau von Lourdes verbreitete sich sehr schnell im ganzen Land nach den Erscheinungen 1858 an der Grotte von Massabielle.[11] Auf einem ähnlichen Sockel an der Wand stellt eine weitere Statue den heiligen Laurentius dar, der anhand seiner Attribute erkannt werden kann: die rote Dalmatik, Kleidung eines Diakons, die Märtyrerpalme und das Eisenrost, Symbol seines Martyriums.[12] Ein kleines Bild vom heiligen Laurentius umgibt dagegen eine Legende. Es zeigt die Büste des Heiligen, der die Märtyrerpalme trägt. Die Gemeindemitglieder schrieben dem Bild früher eine übernatürliche Kraft zu und berührten es bei jedem Betreten der Kirche. Aus diesem Grund wurde das Bild restauriert und anschließend so weit nach oben aufgehängt, dass die Mitglieder der Gemeinde es nun nicht mehr anfassen können.[13]

- Haus Marchand. Etwas abseits der Durchfahrtstraßen befindet sich der Bauernhof aus 18. Jahrhundert mit seiner für die Region typischen Bauweise. Das massive Aussehen des Haupthauses wird durch den Kamin verstärkt, der sich an das mit Schiefer gedeckte Dach schmiegt. Ein kleiner Anbau verlängert das Hauptgebäude. Ein aus seinem Dach herausragender Kamin ist ein Hinweis auf einen ehemaligen Ofen. Kieselsteine als traditionell verwendeter Baustoff belegen ein langes Bestehen. Der Hof wird mit Scheunen und Nebengebäuden komplettiert, die zusammen einen Innenhof umschließen, der von einer Mauer abgeschlossen ist. Dieses Bauernhaus ist nicht einmalig in dieser stark industrialisierten Region. Andere Höfe dieser Art sind als Wohnungen für Angestellte der im Tal befindlichen Unternehmen umgewandelt.[14]

## Wirtschaft und Infrastruktur

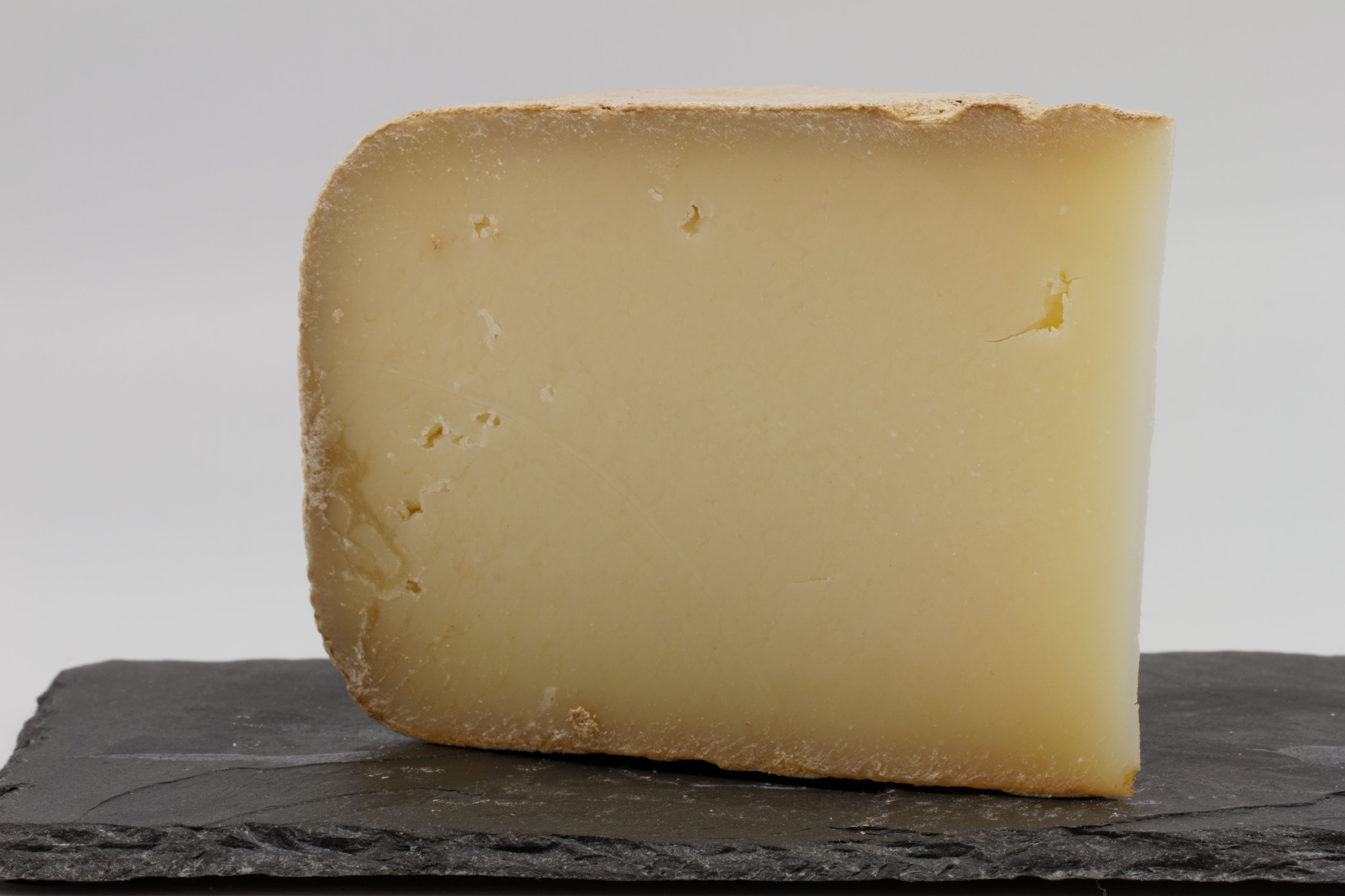
Ossau-Iraty

Die Wirtschaft der Gemeinde basiert auf Industrie, Handel und Dienstleistungen. Größere Arbeitgeber sind die Firmen Arysta Life Science, Produktion von Pflanzenschutzmitteln, seit 1984 mit einer Fabrik in Noguères ansässig, und Meac mit einer chemischen Fabrik, die seit 2006 in Betrieb ist.
Noguères liegt in der Zone AOC des Ossau-Iraty, eines traditionell hergestellten Schnittkäses aus Schafmilch.

### Verkehr
Noguères ist angeschlossen an die Routes départementales 32, 33 und 433.